# LaTeX
LaTeX (вимовляється «лате́х») — мова розмітки даних та пакет макросів TeX для високоякісного оформлення документів. Вважається стандартом де-факто для підготовки математичних і технічних текстів для публікації в наукових виданнях. В типографському наборі форматується як LATEX.
Був створений Леслі Лампортом (англ. Leslie Lamport) на початку 1980-х років.

## Особливості
На відміну від текстових процесорів, особливу увагу в LaTeX приділено відокремленню змісту статті від оформлення. LaTeX пропонує засоби для підготовки структурованих документів — документів, автор яких має можливість основну свою увагу зосередити на змісті, а оформлення і решту рутинної роботи перекласти на програму. Як і у випадку TeX — вхідні файли LaTeX можна порівняти із програмами.

### Можливості
Можливості системи, в принципі, не обмежені (через наявність механізму програмування нових макросів). Стандартні макроси та макроси, які можна завантажити з CTAN, пропонують авторам документів такі можливості:
- високоякісні алгоритми розставляння переносів, пробілів між словами, балансування тексту в абзацах.
- автоматична генерація таблиці змісту документа, таблиць ілюстрацій тощо.
- зручний механізм роботи з перехресними посиланнями (на формули, таблиці, ілюстрації, їхній номер або сторінку).
- зручний механізм цитування бібліографічних джерел, роботи з бібліографічними картотеками.
- розміщення ілюстрацій (ілюстрації, таблиці та підписи до них автоматично розташовуються на сторінці та нумеруються).
- оформлення математичних та фізичних формул і рівнянь (дуже якісне відображення, нумерація з врахуванням двосторонності або односторонності документу). Багаторядкові формули, великий вибір математичних символів.
- оформлення хімічних формул та структурних схем молекул органічної та неорганічної хімії.
- оформлення графів, схем, діаграм, синтаксичних графів.
- оформлення алгоритмів, розфарбовування вихідних текстів програм (вихідні тексти можуть безпосередньо включатись в документ).
- розбивання документу на окремі частини (Topic Maps).

Розширені засоби роботи з бібліографічними даними надаються програмою BibTeX. Базові можливості роботи з математичними формулами розширюються із допомогою пакету AMS-LaTeX.

## Структура документа
Документ LaTeX — це текстовий файл, що містить спеціальні команди мови розмітки. Документ складається із преамбули та тіла.
Преамбула містить інформацію про клас документа, використані пакети макросів, автора та дату створення документа, іншу допоміжну інформацію.
Наприклад,
```
 
\documentclass
[12pt]
{
article
}
 
% Обрано клас документу та розмір шрифта

 
\usepackage
[ukrainian]
{
babel
}
 
% Підтримка української мови

 
\title
{
Normal Distribution
}
 
 
\date
{
\today
}

```

Тіло документа містить власне сам текст документа та команди розмітки. Тіло документа має бути оточено в оточення document, яке починається командою \begin{document} та закінчується end{document}.
Наприклад,
```
 
\begin
{
document
}

   The normal distribution was first introduced by Abraham de Moivre in
   an article in 1734, which was reprinted in the second edition of his
   
\textit
{
The Doctrine of Chances
}
 (1738) in the context of approximating
   certain binomial distributions for large 
$
n
$
.  His result was extended
   by Laplace in his book 
\textit
{
Analytical Theory of Probabilities
}

   (1812), and is now called the theorem of de Moivre-Laplace.
 
\end
{
document
}

```

### Формат тексту
Слова відокремлюються пробілами, при чому, кількість пробілів не важлива — послідовність пробілів інтерпретується як один пробіл. Пробілом також вважається початок нового рядка. Порожні рядки відокремлюють абзаци.

## Редактори
Через те, що формат вхідних файлів LaTeX — простий текст, редагувати їх можна будь-яким текстовим редактором. Однак, існують спеціалізовані програми для підготовки документів LaTeX. Серед них:
- AUCTeX: потужний та гнучкий пакет макросів для редагування TeX/LaTeX документів в GNU Emacs та XEmacs
- GNU TeXmacs: WYSIWYG редактор для роботи зі структурованими текстами, розповсюджується на умовах GPL
- Kile: редактор для середовища KDE
- LyX: текстовий процесор на основі LaTeX з графічним інтерфейсом користувача, що працює за ідеологією WYSIWYM.
- TeXnicCenter ( [Архівовано 16 грудня 2008 у Wayback Machine.]): потужний редактор текстів LaTeX документів, працює на ОС Windows.
- Scientific Workplace, та Scientific Word ( [Архівовано 15 травня 2007 у Wayback Machine.]): WYSIWYG редактор для Windows.
- WinEdt ( [Архівовано 26 квітня 2007 у Wayback Machine.]): ASCII редактор налаштований на роботу з [La]Tex, працює під Windows.
- TeXShop (, GPL): Mac OS X.
- TeXworks ( [Архівовано 9 квітня 2012 у WebCite], GPL): Windows, GNU/Linux, Mac OS X.
- TeXstudio: Windows, Linux, Mac OS X;
- LaTeX Editor — вільно розповсюджуваний редактор для роботи з документами TeX та LaTeX для операційних систем Windows.

## Допоміжні програми
- METAFONT: система для створення векторних шрифтів для TeX,
- MetaPost: система програмування векторної графіки для TeX,
- TeX4ht: пакет програм для конвертації LaTeX документів в формати HTML, OpenOffice, DocBook, і інші.
- LaTeX2HTML: програма перетворення LaTeX документів в формат HTML.
- pdfLaTeX: програма перетворення документів LaTeX безпосередньо в формат PDF.
- Hevea: ще один конвертор документів LaTeX в формат HTML.
- Bib-it: програма для створення BibTeXівського списку посилань (бібліографічна база).
- Cb2bib: програма автоматичного створення BibTeX бібліографії з pdf файлів.
- BibTeX: мова розмітки для створення бібліографій, належить до LaTeX.
- gnuplot: найпоширеніша програма для створення наукових графічних даних (графіки, діаграми, схеми, інше), які далі використовуються в LaTeX.
- PyX: ще одна програма створення графіків для їх вміщення в LaTeX документи.
- beamer: пакет LaTeXсу для створення наукових структурованих презентацій (не таких як MS PowerPoint) в форматі pdf
- KBibTeX: ще один бібліографічний менеджер для BibTeX, LaTeX, що працює в середовищі KDE

## Приклад
На відміну від поширених текстових процесорів, формули в LaTeX визначаються із допомогою спеціальних команд. Наприклад, формула для нормального розподілу в LaTeX може мати вигляд:
```
 
\frac
{
1
}{
\sigma\sqrt
{
2
\pi
}}
\exp\left
(-
\frac
{
(x-
\mu
)
^
2
}{
2
\sigma
^
2
}
\right
)

```

а відображатиметься так:
Припустимо, у автора виникне потреба посилатись на цю формулу. Це означає, що формула повинна бути нумерована. Для цього формулу набирають в оточенні equation та дають назву командою label:
```
 
\begin
{
equation
}

   
\label
{
eq:normal
_
dist
}

   
\frac
{
1
}{
\sigma\sqrt
{
2
\pi
}}
\exp\left
(-
\frac
{
(x-
\mu
)
^
2
}{
2
\sigma
^
2
}
\right
)
 
\end
{
equation
}

```

Тепер, посилання на формулу має вигляд - \ref{eq:normal_dist}. Номер самого рівняння буде автоматично створений LaTeX згідно зі стилем оформлення для посилань на формули.
Інформацію про команди для оформлення формул можна отримати на сторінці довідки Вікіпедії про математичні формули та спецсимволи.

## Поширення
На сьогодні, окрім стандартних застосувань, LaTeX, також, використовується як ядро для відображення математичних формул, звітів.

### Дистрибутиви
LaTeX входить до складу сучасних дистрибутивів TeX і доступний на більшості основних апаратних та програмних платформах. LaTeX, зазвичай, розповсюджується безкоштовно, відповідно до відкритої ліцензії.
- MiKTeX дистрибутив для MS Windows.
- TeX Live дистрибутив для Unix, MS Windows.

### Документація
- Не надто короткий вступ до LaTeX2e переклад класичного посібника для початківців (PDF, 2.3 МБ) або ж http://mirror.datacenter.by/pub/mirrors/CTAN/info/lshort/ukrainian/lshort-ukr.pdf [Архівовано 22 липня 2021 у Wayback Machine.]
- Видавнича система LaTeX: Методичні вказівки / А. П. Креневич, В. А. Бородін [Архівовано 6 березня 2018 у Wayback Machine.]
- A Guide to LATEX and Electronic Publishing [Архівовано 20 травня 2011 у Wayback Machine.] (англійською мовою) Helmut Kopka, Patrick Daly, Fourth edition, Addison-Wesley, ISBN 0-201-39825-7
- [news: comp.text.tex comp.text.tex — Usenet група присвячена TeX та LaTeX]
- [news: fido7.ru.tex fido7.ru.tex — російськомовна Usenet група присвячена TeX та LaTeX]

1. ↑  http://www.xent.com/FoRK-archive/feb98/0307.html